# Rena Rolska

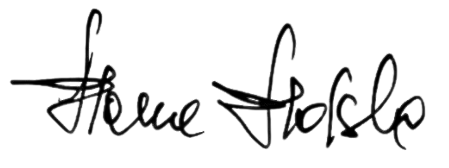
Podpis Reny Rolskiej (2020)

Rena Rolska, właśc. Regina Maria Jonkajtys-Rolska, z domu Rollinger (ur. 19 stycznia 1932 w Warszawie, zm. 27 sierpnia 2024 tamże) – polska piosenkarka i aktorka estradowa.

## Życiorys
Rena Rolska zadebiutowała w 1955 roku, podczas koncertu audycji radiowej „Zgaduj zgadula”, w Hali Gwardii w Warszawie jako solistka Orkiestry Tanecznej Polskiego Radia pod dyrekcją Jana Cajmera.
W latach 1956–1960 występowała w kabarecie architektów Pineska. W 1961 roku Piosenka prawdę Ci powie (Marek Sart – Kazimierz Kord) w jej wykonaniu otrzymała I nagrodę w konkursie na polską piosenkę. Ten sam utwór śpiewała również podczas Międzynarodowego Festiwalu Piosenki Sopot 1961, gdzie otrzymała wyróżnienie. Podczas I Krajowego Festiwalu Piosenki Polskiej w Opolu (1963) została także wyróżniona w kategorii wykonawców. Od tej chwili występowała wiele razy na festiwalach w Opolu – w koncertach Mikrofon i ekran lub w Premierach Opola. Wyjeżdżała ponadto wielokrotnie z własnymi recitalami do Związku Radzieckiego i brała udział w koncertach galowych polskiej estrady. Występowała w Stanach Zjednoczonych, Kanadzie, Belgii, Austrii, Mongolii, państwach tzw. demokracji ludowej.
Występowała również w kabarecie Dreszczowiec z Marianem Jonkajtysem, R. Polakiem, Wojciechem Młynarskim, w telewizji (recitale) i w audycji radiowej Podwieczorek przy mikrofonie, gdzie odtwarzała postać uczennicy w scenkach Rolska do tablicy (Zenona Wiktorczyka, J. Baranowskiego, R. Sadowskiego). W latach 1971–1978 występowała w Teatrze Syrena w Warszawie. Swój ostatni występ dała w Sali kongresowej w Warszawie w 1981, po czym zakończyła karierę na estradzie. Następnie zajęła się metaloplastyką i inkrustacją w drewnie. Od 2004 do 2010 pełniła funkcję przewodniczącej warszawskiego Koła Artystów Estrady.
Dwukrotnie otrzymała Złoty Mikrofon, nagrodę Polsko-Amerykańskiej Agencji Artystycznej i zaproszenie do USA od impresario Henryka Michalskiego.

## Dyskografia
Albumy studyjne:
- 1957 – Piosenki nastrojowe
- 1960 – Randez-Vous z Reną Rolską
- 1966 – Kiedy znów zakwitną białe bzy...
- 1970 – Rena Rolska
- 1971 – Oczy czarne
- 1973 – Niech pan mnie weźmie ze sobą do domu...

## Życie prywatne

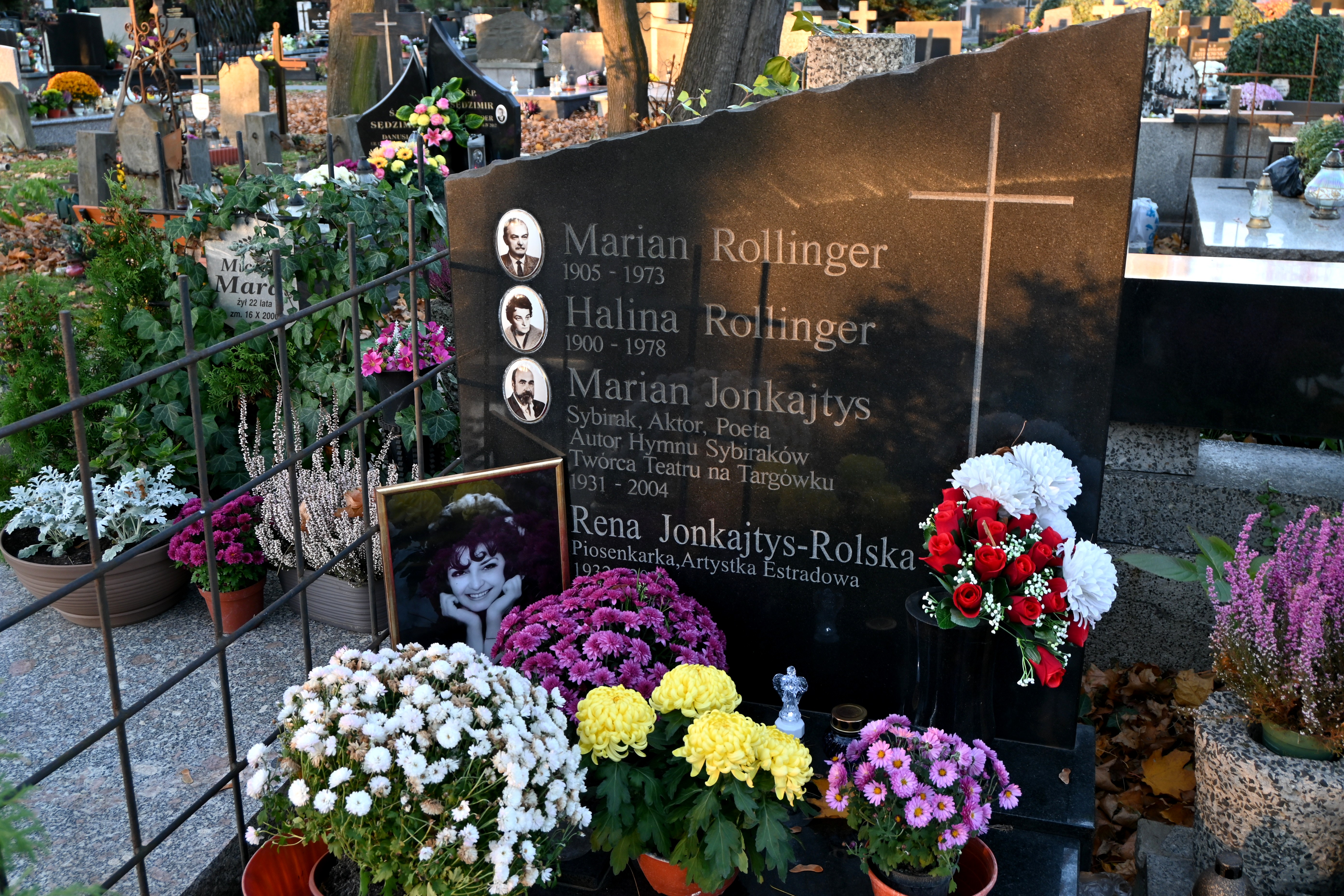
Grób Reny Rolskiej i na Cmentarzu Wojskowym na Powązkach w Warszawie

Dwukrotnie zamężna. Jej pierwsze zawarte w 1953 roku małżeństwo zakończyło się rozwodem. Jej drugim mężem od 1965 był aktor Marian Jonkajtys, z którym miała syna Grzegorza (ur. 1972).
5 września 2024 została pochowana w grobie rodzinnym na Cmentarzu Wojskowym na Powązkach w Warszawie (kwatera B36-4-29).

## Filmografia
- Sam pośród miasta (1965)

## Piosenki
- Bal u Zizi (muz. K. Wieczorek, sł. Zbigniew Stawecki, 1965)
- Błękitna laguna (muz. Romuald Żyliński, sł. Igor Sikirycki, 1958)
- Deszcz (muz. Władysław Szpilman, sł. Konstanty Ildefons Gałczyński, 1961)
- Dobre były czasy przyjacielu (romans, sł. Adam Kreczmar, 1971)
- Dwudziestu trzech (muz. Ryszard Sielicki, sł. Andrzej Bianusz, 1967)
- Dziś jest kto inny (muz. Stefan Rembowski, sł. Andrzej Bianusz, 1964)
- Ej, Piotr (muz. Ryszard Sielicki, sł. Andrzej Bianusz, 1965)
- Esteta (muz. Jerzy Derfel, sł. Marian Jonkajtys, 1967)
- Gdy w ogrodzie botanicznym (muz. Artur Gold, sł. Andrzej Włast – przedwoj., 1959)
- Gość z zaświatów (muz. Janusz Bogacki, sł. Maciej Zembaty, 1967)
- Jesienna rozłąka (muz. Jerzy Gert, sł. Bronisław Brok, 1961)
- Jeszcze poczekajmy (muz. Jerzy Wasowski, sł. Bronisław Brok, 1961)
- Most ze światła (muz. Marek Sart, sł. Tadeusz Śliwiak, 1970)
- Na Francuskiej (muz. Ryszard Sielicki, sł. Bogusław Choiński i Jan Gałkowski, 1960)
- Na szczęście (muz. Romuald Żyliński, sł. Edward Fiszer, 1965)
- Nasza miłość ma kolor jesieni (muz. Edward Czerny, sł. Andrzej Tylczyński, Zbigniew Zapert, 1961)
- Nie oczekuję dziś nikogo (muz. W. Derwid – pseudonim Witolda Lutosławskiego, sł. Zbigniew Kaszkur, Zbigniew Zapert, 1959)
- Nie wolno mi (muz. Nicola Salerno, sł. Nina Pilchowska, 1964)
- Niech pan mnie weźmie (muz. i sł. Zdzisław Gozdawa i Wacław Stępień, 1972; ... ze sobą do domu)
- Nieśmiały pierwszy śnieg (muz. Wiesław Machan, sł. Janusz Odrowąż, 1960)
- Oczy czarne (muz. ludowa rosyjska, sł. Ryszard Marek Groński, 1971)
- Oddaj mi każdy dzień (muz. Władysław Szpilman, sł. Kazimierz Winkler, 1960)
- Pewien uśmiech (muz. Ryszard Sielicki, sł. Janusz Odrowąż, 1957)
- Piosenka prawdę ci powie (muz. Marek Sart, sł. Karol Kord, 1961) – 1. nagroda na Konkursie Piosenki Polskiej w 1961
- Pocałuj mnie choć jeden raz (muz. Romuald Żyliński, sł. Roman Sadowski, 1964)
- Rausz (muz. V. Villoldo, sł. Zbigniew Stawecki, 1965)
- Rozejdźmy się w przyjaźni (muz. Stefan Musiałowski, sł. Irena Grygolunas, 1958)
- Serce na śniegu (muz. Arno Babadżanian, polskie słowa Zbigniew Stawecki)
- Sam mi mówiłeś (muz. Jerzy Petersburski, sł. Marian Hemar – przedwoj., 1959)
- Samotne oczekiwanie (muz. Marian Radzik, sł. Bolesław Żabko-Potopowicz, 1963)
- To niby takie proste (muz. Wiktor Kolankowski, sł. Włodzimierz Patuszyński, 1960)
- Trzy listy (muz. Leon Boruński, sł. Jerzy Jurandot – przedwoj., 1959)
- W taki dzień (muz. Jerzy Geisler, sł. Antoni Kamiński, 1962)
- Właśnie dlatego (muz. Marek Sart, sł. Andrzej Tylczyński, 1965)
- Wszystko co mam (muz. Adam Markiewicz i Stefan Rembowski, sł. Krystyna Wolińska, 1961)
- Za ostatnich rubli pięć (muz. M. Makarow, sł. Marian Jonkajtys, 1971)
- Zapomnij o mnie (muz. Henryk Wars, sł. Andrzej Włast – przedwoj., 1965)
- Zatańczmy tango (muz. Henryk Wars, sł. Andrzej Włast, przedwojenna) – śpiewała od 1965
- Zawsze będzie czegoś ci brak (muz. Jan Markowski, sł. W. Stępień, O. Ozierowski – przedwoj., 1959)
- Złoty pierścionek (muz. Jerzy Wasowski, sł. Roman Sadowski) – śpiewała od 1959

## Odznaczenia
- Krzyż Kawalerski Orderu Odrodzenia Polski (2005)[6]
- Złoty Krzyż Zasługi (1979)[7]
- Brązowy (2005), Srebrny (2015) i Złoty (2022) Medal „Zasłużony Kulturze Gloria Artis”[8]